# Abu Taher
Abu Taher (bengali : আবু তাহের) né le 14 novembre 1938 à Sylhet, dans l'État d'Assam, aux Indes britanniques et décédé le 21 juillet 1976, exécuté par pendaison, à Dacca au Bangladesh, était un militaire bengali qui a servi dans l'armée pakistanaise et, pendant une brève période, dans le Mukti Bahini, du 17 août au 2 novembre 1971. Il a reçu la médaille de bravoure Bir Uttom (en). Après l'indépendance, il a été intronisé dans l'armée bangladaise pour une retraite administrative avec le grade de lieutenant-colonel. Il est devenu un activiste politique radical et chef de l'aile gauche Jatiya Samajtantrik Dal.
Il est à l'origine du soulèvement du 6 novembre qui a provoqué de graves perturbations dans la discipline et le chaos au sein du rang et de la structure militaire du Canton de Dhaka. De nombreux meurtres ont été commis à son instigation,.Après la réintégration de Ziaur Rahman en tant que chef de l'armée, la discipline a été rétablie. De nombreux membres du personnel, dont Taher, ont été reconnus coupables de haute trahison et de meurtre et exécutés. Toutefois, en 2011, seul son procès a été déclaré illégal par la Haute Cour, laissant ses actes intacts et punissables,.

## Jeunesse et éducation
Abu Taher est né le 14 novembre 1938 à Badarpur, dans la province de l'Assam en Inde britannique. Son village ancestral était Kazla à Purbadhala, district de Netrokona au Bangladesh. Après avoir terminé ses études secondaires supérieures au Murari Chand College de Sylhet, Taher s'enrôle dans l'armée pakistanaise en septembre 1960 comme candidat officier. Il était marié à Lutfa Taher (en).

## Carrière militaire
Taher a reçu sa Commission en 1962 en tant que sous-lieutenant dans l'armée pakistanaise. Il s'est joint à l'élite du Pakistan Special Services Group (Commando Force) en 1965. Après sa formation, il a participé à la guerre indo-pakistanaise de 1965 dans le secteur de Sialkot au Cachemire. Pour sa part, il a reçu une médaille de participation à la guerre de l'armée pakistanaise. Après la guerre, Taher a suivi un cours de préqualification des officiers sur la guérilla à Fort Benning, aux États-Unis, en 1969. Il a été affecté au Quetta Staff College, au Pakistan, en 1970.

### Guerre d'indépendance du Bangladesh
Vers la fin du mois d'août 1971, le capitaine Taher et trois autres officiers bengalis, les capitaines Patwari, Manzoor et Ziauddin ont quitté l'armée pakistanaise et traversé la frontière près d'Abbottabad, dans l'ouest du Pakistan, pour entrer en Inde. Après deux semaines d'interrogatoire et de débriefing des services de renseignement indiens, il a été envoyé au quartier général des Forces armées du Bangladesh (BDF) au 8 Theatre Road, à Calcutta, puis affecté au secteur 11. Il a été promu au grade de major en septembre 1971. Le major Zia a nommé Taher commandant de sous-secteur no 2 à Mahendraganj. Le secteur 11 était situé à travers le district de Rangpur, qui comprenait le district de Mymensingh, le district de Tangail et certaines parties du district de Rangpur. Le 10 octobre, lors du transfert temporaire du major Zia au secteur Sylhet, le major Shafaat Jamil a remis le commandement intérimaire au secteur 11 de la BDF. Le 2 novembre, Taher a perdu sa jambe lors d'une explosion de mine lors d'un débriefing Le commandant d'escadron M. Muhammad Hamidullah Khan (en) a été officiellement nommé commandant du secteur 11 sous les ordres directs du colonel Osmani, du quartier général intérimaire du gouvernement provincial du Bangladesh. Taher a été envoyé par avion à Pune, en Inde. Le 21 novembre, Taher a été libéré par le service médical. Sa jambe a ensuite été amputée à cet endroit, où il est resté jusqu'en février 1972. Pour son courage, il a été récompensé par le Bir Uttom (en).

## Activités d'après-guerre
Après son retour, Taher a été réintégré dans l'armée bangladaise en avril 1972 pour une retraite effective après une procédure administrative. Il a pris sa retraite avec le grade de lieutenant-colonel qui lui a été légué et il est donc largement connu sous le nom de colonel Taher.

### Jatiyo Samajtantrik Dal
En raison de ses idées communistes de gauche d'organiser l'armée du Bangladesh sur le modèle de l'Armée populaire de libération, il a démissionné de l'armée pour former le Jatiya Samajtantrik Dal.
Le Jatiyo Samajtantrik Dal s'était séparé de la Bangladesh Chhatra League, la branche étudiante de la Bangladesh Awami League, et avait appelé à l'établissement du socialisme par une révolution armée. Taher est devenu le chef de sa branche armée, le Gonobahini a mené une violente campagne d'insurrection contre le gouvernement de Sheikh Mujibur Rahman.

### Coup d'État du 7 novembre
Abu Taher s'est félicité de l'assassinat du Sheikh Mujibur Rahman le 15 août 1975, remarquant, : 

« Ils ont fait une grosse erreur. Ils n'auraient pas dû permettre l'enterrement de Sheikh Mujib. Maintenant, un sanctuaire y sera construit. Son corps aurait dû être jeté dans la baie du Bengale. »

Taher a rapidement profité du chaos qui a suivi l'assassinat, exacerbant la dissidence parmi les sous-officiers et les soldats réguliers. Taher a incité et organisé un soulèvement des soldats le 7 novembre 1975. Avec Hasanul Haq Inu, leader de Jatiya Samajtantrik Dal, des soldats loyaux ont tenté de prendre le contrôle de Radio Bangladesh et de retirer Ziaur Rahman du cantonnement, afin de faciliter une prise du pouvoir marxiste.
Un certain nombre d'officiers militaires et leurs épouses ont été tués à la suite d'incidents remontant à des injustices commises pendant la guerre d'indépendance en 1971. Il s'est ensuivi des actes de trahison et de graves manquements évidents à la discipline et à la morale militaire. En tant que chef d'état-major, le général de division Ziaur Rahman s'est efforcé de faire tomber les actes de trahison et de mutinerie, après sa libération.

## Procès et exécution
Lorsque Ziaur Rahman reprit la direction de l'armée, il comprit que la mutinerie des soldats devait être réprimée si l'on voulait rétablir la discipline. Le 24 novembre 1975, il ordonne l'arrestation de Taher pour haute trahison et meurtre. Taher a été jugé par un tribunal militaire dans la prison centrale de Dacca et condamné à mort le 17 juillet 1976. Il a été exécuté par pendaison le 21 juillet 1976. Le procès a par la suite été considéré comme illégal,.

## Décision de la Haute Cour
Le 22 mars 2011, la Haute Cour a annulé le jugement précédent qui autorisait l'exécution de Taher par un tribunal militaire alors que la nation était sous loi martiale. Le jugement du tribunal militaire a été déclaré illégal. Le tribunal a observé que l'exécution de Taher s'était déroulée selon le plan du général de division Zia.